# Apigliano

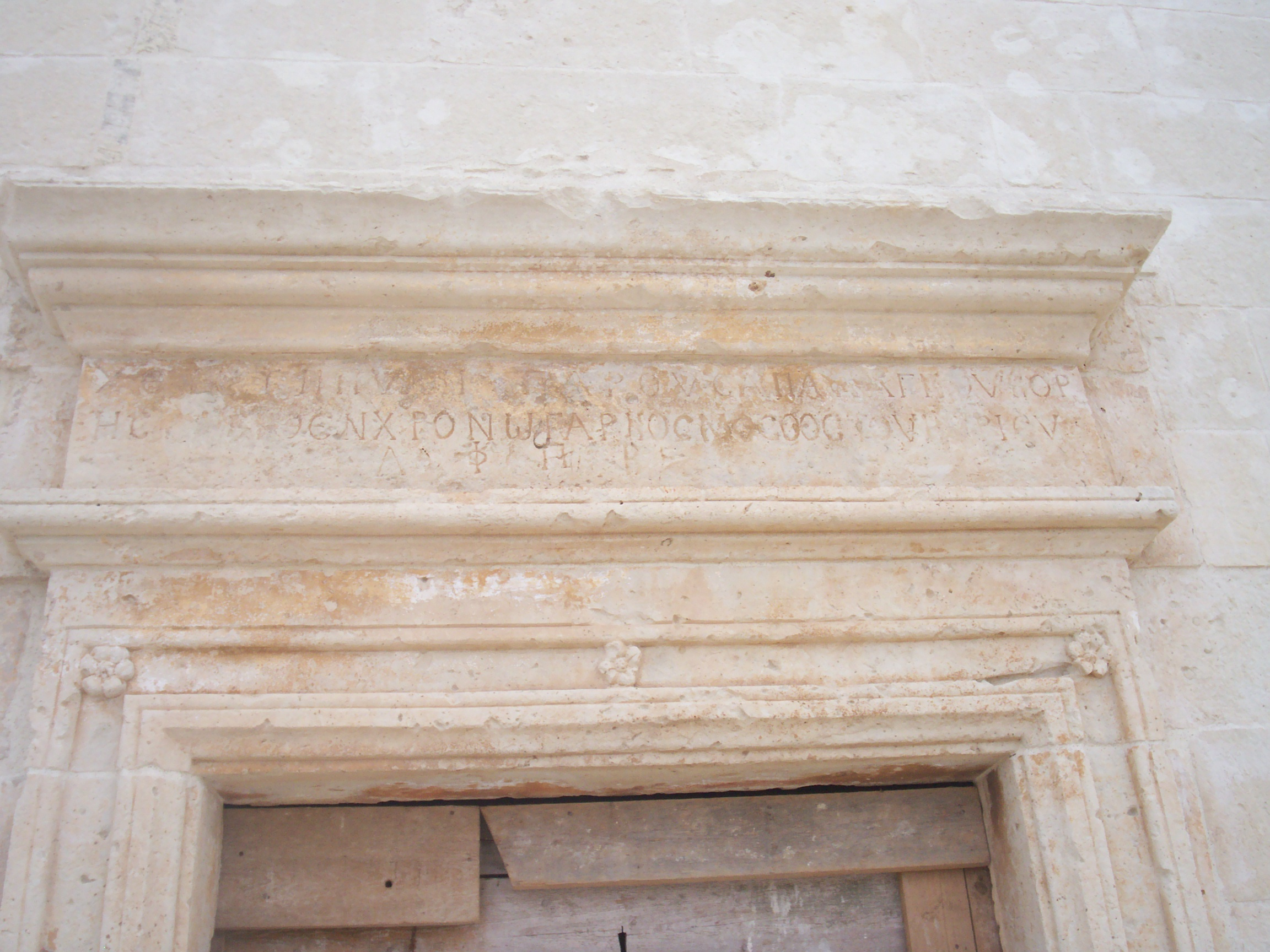
Iscrizione

Apigliano (Iapijianò in grico) è un antico villaggio medievale del Salento abbandonato tra il XIV e il XVI secolo per circostanze ancora da precisare. Oggi è un sito archeologico unico nel suo genere.
Oggi parte del territorio comunale di Martano, l'antico casale di Apigliano si trovava vicino al nucleo urbano di Zollino, ai limiti del territorio comunale. Come risulta dal catasto onciario del 1746, tale località fino al XVIII secolo era una pertinenza del comune di Zollino, ma per un errore di trascrizione degli atti ufficiali venne assegnato dal XIX secolo in poi al comune di Martano.
Le prime notizie documentate, riportanti la situazione fiscale della località, risalgono al XIII secolo d.C., anche se i primi villaggi relativamente stabili nel Salento, attraverso ricerche condotte dall'Università del Salento, sono da riferire all'VIII secolo.
Attualmente del casale rimane solo la chiesetta sconsacrata intitolata a Santa Maria, ma conosciuta dagli abitanti del posto come Chiesa di San Lorenzo.

## Il sito archeologico
Nel 1997 la Facoltà di Beni Culturali dell'Università del Salento ha avviato nella località una prima campagna di scavo, sotto la direzione del Prof. Paul Arthur, che ha portato alla luce una realtà ormai dimenticata. In particolar modo gli elementi raccolti sono in grado di fornire informazioni circa due periodi cronologici: il periodo bizantino e il periodo angioino.
Con riferimento al periodo bizantino sono stati rinvenuti resti di alcune abitazioni rurali costruite con la tecnica del muro a secco che evidenziano la presenza di un insediamento abbastanza esteso. Sono stati trovati anche vari oggetti di vita quotidiana ( un coltello, una punta di freccia, un punteruolo, un anello appartenente probabilmente ad funzionario dell'amministrazione tributaria bizantina, ecc.) e un forno per la lavorazione dei metalli.
Più ricchi sono invece i ritrovamenti riferibili al periodo angioino. Innanzitutto sono stati riportati alla luce i resti di una chiesa, che si ritiene sia la Chiesa di San Giorgio (descritta nella visita pastorale del 1608). Nel 2007 la chiesa, originariamente costruita in terra, è stata ricostruita in posto. Sia all'interno che all'esterno della chiesa sono state ritrovate numerose tombe e ossari (ben 52) e oltre 40 scheletri umani. Si è notato che ogni tomba era usata per più inumazioni. Inoltre, particolarità del cimitero è il fatto che le tombe dei bambini fossero disposte sul perimetro laterale della cappella, in modo che l'acqua piovana, venuta a contatto con gli spioventi del tetto dell'edificio sacro e quindi santificata, avesse potuto benedire i loro corpi. All'interno delle tombe anche numerosi oggetti di vita quotidiana (orecchini, collane, fibbie, cinture, un anello matrimoniale, vestiti).
In seguito all'abbandono del villaggio nel XVI secolo, è stata creata una masseria, tuttora esistente.

## Fonti
- S.I.B.A. Università del Salento